# Caloptilia leptophanes
Caloptilia leptophanes är en fjärilsart som först beskrevs av Edward Meyrick 1928.  Caloptilia leptophanes ingår i släktet Caloptilia och familjen styltmalar.
Artens utbredningsområde är Nigeria. Inga underarter finns listade i Catalogue of Life.